# Кобаяси, Макото
Мако́то Кобая́си (яп. 小林 誠 Кобаяси Макото, 7 апреля 1944, Нагоя, Япония) — японский физик, лауреат Нобелевской премии по физике 2008 года. Соавтор известной статьи по нарушению CP-симметрии. Статья «CP Violation in the Renormalizable Theory of Weak Interaction» (1973), написанная совместно с Тосихидэ Маскавой, на 2007 год занимает третье место по количеству цитирований среди статей по физике высоких энергий (и второе, если отбросить работы за авторством коллабораций). В этой работе была введена матрица Кабиббо — Кобаяси — Маскавы, определяющая параметры смешивания кварков.
Гипотеза, высказанная в статье, постулировала существование третьего поколения кварков, которое было экспериментально подтверждено через 4 года с открытием b-кварка.
Соавтор соотношения Кобаяси — Судзуки — Риадзуддина — Файадзуддина (соотношение KSFR).

## Биография
Кобаяси родился в городе Нагоя. Закончил Нагойский университет, защитил в нём докторскую диссертацию в марте 1972. С 1972 работал в Киотском университете, с 1979 — в Национальной лаборатории физики высоких энергий. С 2003 — директор Института исследований частиц и ядра (подразделение KEK — Исследовательской организации ускорителей высоких энергий, Цукуба). С июня 2006 на пенсии (профессор КЕКа в отставке). Лауреат многочисленных национальных и международных премий.
Макото Кобаяси дважды женат и имеет двух детей. В 1975 году он женился на Сатико Эномото, а в 1977 году у них родился сын Дзюнъитиро. После смерти жены Кобаяси женился повторно в 1990 году, на Эмико Накаяме. Их дочь зовут Юко.

## Премии и награды
- 1979 — Мемориальная премия Нисины[яп.]
- 1985 — Премия Японской академии наук
- 1985 — Премия Сакураи
- 1994 — Премия Асахи
- 1995 — Премия газеты «Тюнити»[яп.]
- 2007 — Премия в области физики частиц и физики высоких энергий
- 2008 — Орден Культуры
- 2008 — Нобелевская премия по физике